# Mima
|  | Per a altres significats, vegeu «Mima (ciutat)». |

Els mima són un petit grup ètnic del Txad, al Wadai, i del Sudan, al Darfur.
La major part viuen al Wadai. Al Darfur viuen a l'entorn de Wada’a, Dar al-Salam i Shangal Tobay.